# 禮頓城市運輸集團

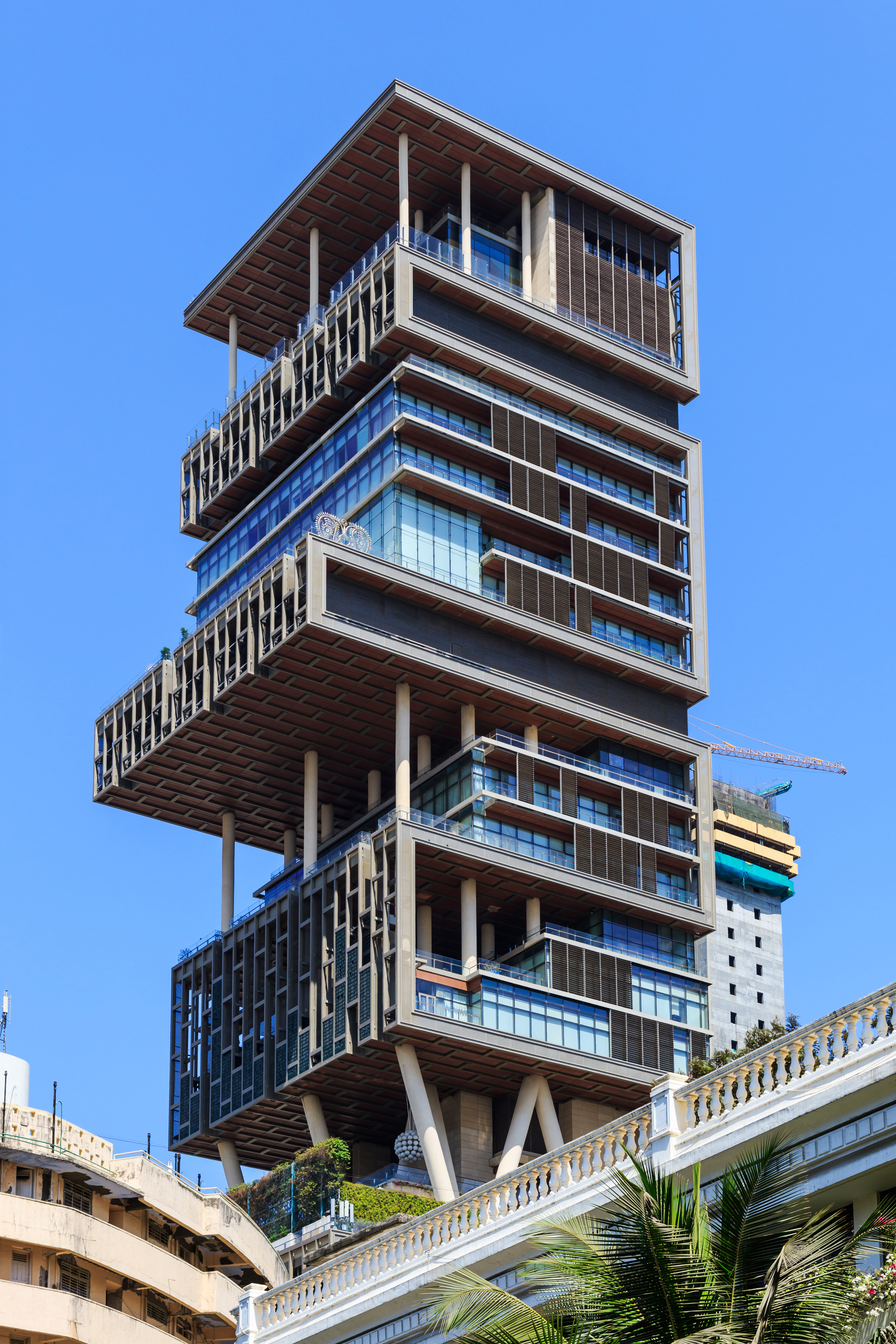
位於印度孟買南區的安迪利亞豪宅，由禮頓城市運輸於2010年建成

禮頓城市運輸集團（英語：CIMIC Group Limited）或稱CIMIC集團，舊名禮頓控股（Leighton Holdings），是一家國際承包商，主要活躍於電信、土木工程、建築及房地產等領域，集團總部位於澳洲北雪梨，並在澳洲、紐西蘭、東南亞、中東都有其業務。該集團於2015年4月由禮頓控股更為現名。

## 歷史
企業家斯坦利·禮頓於1949年成立禮頓控股（Leighton Holdings）公司，於1962年首次在墨爾本證券交易所（今澳洲證券交易所）上市。1983年7月，禮頓控股收購澳洲礦業公司Thiess Pty，使該公司的主要股東成為禮頓控股的大股東。2000年，禮頓控股收購約翰·霍蘭德公司70％股份，於2007年12月將其股份全數收購。
2013年10月，費爾法克斯傳媒指控禮頓控股涉嫌賄賂時任伊拉克副總理沙赫雷斯塔尼，以確保該公司在伊拉克輸油管道的相關合約。
2014年3月，西班牙土木工程公司ACS集團透過收購禮頓控股的母公司豪赫蒂夫之多數股份，成為禮頓控股的大股東，並任命豪赫蒂夫的首席執行長馬塞利諾·費爾南德斯·韋爾迪斯（Marcelino Fernandez Verdes）為禮頓控股的新任首席執行長。2014年6月，韋爾迪斯接任禮頓控股的執行董事。
2014年12月，禮頓控股以9.53億澳元的價格將約翰·霍蘭德公司出售給中國交通建設。
2015年4月，在經歷賄賂指控後，ACS集團宣布將禮頓控股（Leighton Holdings）更名為禮頓城市運輸集團（CIMIC Group），該名稱為建設（Construction）、基礎設施（Infrastructure）、礦業（Mining） 和服務經營權（Concessions）的縮寫。2016年3月，禮頓城市運輸以2.56億美元的價格收購礦業公司Sedgman。2016年12月，禮頓城市運輸以5.24億美元的價格收購工程公司UGL集團。
2017年11月，邁克爾·賴特（Michael Wright）接替馬塞利諾·費爾南德斯·韋爾迪斯成為禮頓城市運輸的董事總經理兼首席執行長。
2022年3月，禮頓城市運輸被指控透過出售其中東地區的業務以避免支付報酬予當地員工、分包商和供應商，卡達法院的司法警衛法蒂瑪·阿爾馬斯·阿哈馬德（Fatima Almass Al-Hamad）將情況描述為「人道災難」（humanitarian disaster）。

## 所有權
西班牙ACS集團持有禮頓城市運輸集團母公司豪赫蒂夫的大部分股份，而豪赫蒂夫則持有禮頓城市運輸集團總股份約70％。

## 香港鐵路工程
2013年，禮頓城市運輸集團集團的子公司禮頓亞洲獲得香港港鐵沙田至中環線紅磡站高架鐵路網擴建工程的承包合約。2018年，禮頓亞洲在工程中使用的鋼筋被指控不符合當地安全標準，並試圖隱瞞及造假該失誤，直到舉報人將其證據洩露給當地媒體。香港立法會鐵路事宜小組委員會委員田北辰批評該公司「專橫跋扈」。

## 外部鏈接
禮頓城市運輸集團 （页面存档备份，存于）（英文）